# Nikolas Metaxas
Nikolas Metaxas es un cantante chipriota nacido en 1988. Nikolas quedó 2º en el Factor X griego. Nikolas participará como escritor de la canción Firefly cantada por su hermana, Christina Metaxa, en el Festival de la Canción de Eurovisión 2009, representando a Chipre. Nikolas participó en la final nacional chipriota de 2008 para el Eurovisión 2008 quedando segundo, a cuatro puntos de Evdokia Kadi, la ganadora.